# Masakuni Yamamoto
Masakuni Yamamoto (n. 4 aprilie 1958) este un fost fotbalist japonez.

## Statistici
| Japonia | Japonia | Japonia |
| An      | Meciuri | Goluri  |
| ------- | ------- | ------- |
| 1980    | 2       | 0       |
| 1981    | 2       | 0       |
| Total   | 4       | 0       |